# Pałac w Rościszowie
Pałac w Rościszowie – zabytkowy pałac wzniesiony w XVIII wieku, został przebudowany w XIX i XX wieku. W latach 70. XX wieku został zaadaptowany na ośrodek wypoczynkowy. Od roku 2015 jest prywatnym pensjonatem. 

## Położenie
Pałac leży jest w centrum Rościszowa, w Polsce, w województwie dolnośląskim, w powiecie dzierżoniowskim, w gminie Pieszyce.

## Historia
W XVII wieku w tym miejscu stał dwór. Obecnie istniejący pałac został wzniesiony przez rodzinę von Nostitz w XVIII wieku, być może z wykorzystaniem ścian poprzedniej budowli. Pałac w XIX wieku został znacznie przebudowany. W latach 1972–1975 dokonano adaptacji pałacu na ośrodek wypoczynkowy, w trakcie której wzniesiono boczne skrzydło i budynki towarzyszące. W trakcie prowadzonych prac całkowicie przebudowano fragment pałacu, zacierając cześć jego cech stylowych. Decyzjami wojewódzkiego konserwatora zabytków z 20 sierpnia 1973 i 18 marca 1981 pałac oraz przypałacowy park zostały wpisane do rejestru zabytków. Do 2013 roku w pałacu znajdował się ośrodek wypoczynkowy, od 2015 roku obiekt funkcjonuje jako prywatny pensjonat.

## Architektura
Pałac jest okazałą barokowo-klasycystyczną budowlą dwukondygnacyjną, wzniesioną na planie lekko załamanego prostokąta. Od strony parku znajduje się czterokondygnacyjna wieża nakryta baniastym hełmem. Budowla nakryta jest wielopołaciowymi dachami mansardowymi z lukarnami i wolimi oczami. Główne wejście do budynku znajduje się w przyziemiu wieży. Układ wnętrz jest dwu- i czterotraktowy. W części pomieszczeń zachowały się sklepienia kolebkowe.

Za pałacem znajduje się park z okazami starodrzewu.